# Палац Плотені у Великих Лазах
Пала́ц Пло́тені — колишній палац графа Нандора (Фердинанда) Плотені, що розташований у селі Великі Лази Ужгородського району Закарпатської області.

## Опис палацу
Палац, зведений у неокласичному стилі, має два поверхи з колонадами і куполами. Кімнати маєтку були оздоблені деревом, килимами, квітчастими шпалерами. На стінах висіло багато мисливських трофеїв, а в одній зі світлиць стояв чорний рояль. 
Мисливство було одним із хобі чоловічої частини родини Плотені. Кажуть, що Фердинанд полював нечасто, а от його молодший син Вільям (Вілмош) був затятим мисливцем, тож стіни довгого коридору палацу на другому поверсі були повністю оздоблені рогами або й головами вбитих ним тварин. 
Навколо палацу був розбитий парк (див. Парк культури і відпочинку в селі Великі Лази). 
Будівля в наш час відреставрована, із чудово збереженою зовні ковкою та ліпниною. Але внутрішнє оздоблення палацу не збереглося. На другому поверсі збереглась колишня велика зала для урочистих подій, з якої є вихід на центральний балкон, та їдальня. Решта усе — невеличкі кімнати. З оригінального тут залишилися хіба стіни, частково ліплення на стелі, добротні двері та вікна.

## З історії палацу
Палац був побудований графом Нандором (Фердинанда) Плотені у 1896 році. В ньому він приймав найкращих представників інтелігенції повіта (село в цей час знаходилася в повиті Унг Австро-Угорського королівства) та проводив мистецькі вистави. 
Після Другої світової війни володіння Плотені перейшли до радянської влади. Палац було перетворено спочатку на ФАП, потім на школу і табір та навіть сільську раду. У 2004 році палац був відремонтований і облаштований під Ужгородський районний центр дитячої творчості. Кожного літа тут діє дитячий оздоровчий центр. 
На стінах палацу в кінці травня 2010 року встановлено дві меморіальні дошки — господарю садиби — відомому композитору та одному з найкращих скрипалів Європи ХІХ ст. графу Нандора Плотені та відомому угорському композитору Ференцу Лісту. Меморіальні дошки та пам'ятник виготовлені українським скульптором, художником та поетом Михайлом Беленем. 

## Міфи
- В палаці Плотені свого часу гостював знаменитий композитор Ференц Ліст, хоча він помер 1886 року, тоді як палац побудували 10 літ потому — 1896-го. Про це також свідчить меморіальна дошка.
- Сам Нандор Плотені грав на раритетній скрипці Страдіварі, але її сліди пізніше загубилися. Є інформація, що після невдалої спроби поцупити безцінний раритет він заснував у Великих Лазах поліцейську частину, у якій за власний кошт утримував кількох жандармів, готових за його першим наказом мчати у маєток.
- Похований Фердинанд Плотені у Великих Лазах, хоча насправді його могила в Будапешті[3].